# Maguing
Maguing is een gemeente in de Filipijnse provincie Lanao del Sur in het noorden van het eiland Mindanao. Bij de laatste census in 2007 had de gemeente ruim 29 duizend inwoners.

## Geografie

### Bestuurlijke indeling
Maguing is onderverdeeld in de volgende 34 barangays:
| - Agagan - Balagunun - Balawag - Balintao - Bato-bato - Bolao - Borocot - Borrowa - Botud - Buadiangkay - Bubong - Bubong Bayabao | - Camalig - Cambong - Dilausan - Dilimbayan - Ilalag - Kianodan - Lilod Borocot - Lilod Maguing - Lumbac - Lumbac-Dimarao - Madanding - Madaya | - Maguing Proper - Malungun - Malungun Borocot - Malungun Pagalongan - Pagalongan - Panayangan - Pilimoknan - Pindolonan - Ragayan - Sabala Dilausan |

## Demografie
Maguing had bij de census van 2007 een inwoneraantal van 29.045 mensen. Dit zijn 10.950 mensen (60,5%) meer dan bij de vorige census van 2000. De gemiddelde jaarlijkse groei komt daarmee uit op 6,74%, hetgeen hoger is dan het landelijk jaarlijks gemiddelde over deze periode (2,04%). Vergeleken met de census van 1995 is het aantal mensen met 13.506 (86,9%) toegenomen.

De bevolkingsdichtheid van Maguing was ten tijde van de laatste census, met 29.045 inwoners op 815,04 km², 35,6 mensen per km².